# 김해 재믹스 FC
김해 재믹스 FC(Gimhae Jaemics Football Club)는 대한민국 경상남도 김해시에 있는 축구단이다. K5리그 경남 부산에 참가하고 있는 아마추어 축구 선수단이며, 2003년에 창단되었다.

## 역사
2003년에 창단하였다. 2017년 디비전리그 출범과 동시에 K7리그에 참가하였고, 2018년에는 K6리그로 승격하고, 2019년에는 K5리그로 승격하였다. 
2019년 시즌에 K5리그 부산/경남 리그에서 우승하여 K5리그 챔피언십에 진출하여 준우승하였다. 2020시즌에도 K5리그 챔피언십에 진출했으며 최종 준우승의 성적을 거두었다.

## 역대 성적
| 시즌 | 리그   | 리그 | 리그 | 리그 | 리그 | 리그 | 리그 | 리그 | 리그 | 리그 | FA컵 | 기타        |
| 시즌 | 디비전 | 경기 | 승   | 무   | 패   | 득   | 실   | 차   | 승점 | 순위 | FA컵 | 기타        |
| ---- | ------ | ---- | ---- | ---- | ---- | ---- | ---- | ---- | ---- | ---- | ---- | ----------- |
| 2017 | 7      | 5    | 5    | 0    | 0    | 16   | 7    | +9   | 15   | 1    | -    | -           |
| 2018 | 6      | ?    | ?    | ?    | ?    | ?    | ?    | ?    | ?    | 1    | -    | -           |
| 2019 | 5      | 5    | 5    | 0    | 0    | 18   | 2    | +16  | 15   | 1    | -    | K5C: 준우승 |
| 2020 | 5      | 5    | 5    | 0    | 0    | 15   | 0    | +15  | 15   | 1    | 1R   | K5C: 준우승 |
| 2021 | 5      |      |      |      |      |      |      |      |      |      | 2R   |             |

## 수상 기록
| 시즌 | 대회        | 수상     |
| ---- | ----------- | -------- |
| 2017 | K7리그 김해 | B조 우승 |

## 참고 문헌
- “KFA 통합경기정보 시스템”. 대한축구협회.